# Katarzyna Sieniawska
Katarzyna z Kostków Sieniawska (ur. 1576, zm. 1647) – polska szlachcianka.
Jej ojcem był Jan Kostka, a matką Zofia ze Sprowy Odrowąż; siostrą była Anna Kostka Ostrogska, a przyrodnim bratem był Jan Kostka. Po śmierci ojca w 1581 roku Katarzyna wraz z siostrą Anną pozostały pod opieką stryja Krzysztofa w Prusiech. Przyrodni ich brat Jan Kostka, starosta świecki i lipieński, rządził dobrami jarosławskimi na czas ich małoletności. W sierpniu 1592 roku brat zmarł w Jarosławiu i wtedy Katarzyna z Anną wróciły do Jarosławia. W 1593 roku Katarzyna została poślubiona przez Adama Hieronima Sieniawskiego. 4 lipca 1594 roku Anna i Katarzyna zatwierdziły przywileje i swobody dla Jarosławia.
Następnie 5 lipca 1594 roku podzieliły się dobrami. Katarzyna Sieniawska otrzymała wsie: Głęboka, Rudołowice, Wola Roźwienicka, Więckowice, Wierzbna, Kruhel, Wola Pozowska alias Leżachowska, Kostków, Tywonia, Szówsko, Wiązownica, Nielepkowice, Manasterz, Wola Manasterska, Dybków, Dobra, Lubienica (obecnie Rudka), Cieplice, Dąbrowica; ponadto otrzymała majętność w powiecie kamienieckim – Satanowska z 15 wsiami i Zielonkowska z 9 wsiami; w województwie sandomierskim w powiecie pilzneńskim majętność Sędziszowską i 5 wsi oraz kamienicę w Krakowie.